# Lourches
Lourches – miejscowość i gmina we Francji, w regionie Hauts-de-France, w departamencie Nord.
Według danych na rok 1990 gminę zamieszkiwały 3644 osoby, a gęstość zaludnienia wynosiła 1375 osób/km² (wśród 1549 gmin regionu Nord-Pas-de-Calais Lourches plasuje się na 243. miejscu pod względem liczby ludności, natomiast pod względem powierzchni na miejscu 865.).